# Ткаченко, Анатолий Егорович
Анатолий Егорович Ткаченко — советский хозяйственный и политический деятель.

## Биография
Родился в 1929 году. Член КПСС.
В 1953—1956 гг. — военный представитель по приемке механизмов, оборудования и силовых установок Севмашпредприятия.
В 1956—1981 гг. — инженерный и руководящий работник Севмашпредприятия, заместитель председателя Северодвинского горисполкома.
В 1981—1984 гг. — председатель Северодвинского горисполкома.
В 1984—1988 гг. — первый секретарь Северодвинского горкома КПСС.
Делегат XXVII съезда КПСС.
Почетный гражданин Северодвинска (2004).
Умер в 2018 году в Северодвинске.

## Награды
- Орден Трудового Красного Знамени (дважды)
- Орден Знак Почёта